# Cirrus SR20
Die Cirrus SR20 ist ein einmotoriges Leichtflugzeug mit Kolbentriebwerk des US-amerikanischen Flugzeugherstellers Cirrus Aircraft Corporation, Duluth (Minnesota). Der viersitzige Tiefdecker ist aus Verbundwerkstoff gefertigt.

## Geschichte
Die SR20 hatte ihren Erstflug am 21. März 1995 und wurde von der FAA 1998 zugelassen. Hunderte Exemplare sind seit der ersten Lieferung 1999 verkauft worden. Einer der Vorzüge der SR20 ist, dass sie mit vollständig digitaler Avionik – einem 10 Zoll großen Primary Flight Display (Avidyne FlightMax) und einer Multifunktionsanzeige – ausgestattet ist. Zwei Garmin-GNS430 liefern GPS-Navigation, herkömmliche Radionavigation und Funkverbindung. Die SR20 wird wie die schnellere und stärker motorisierte SR22 mit dem Gesamtrettungssystem Cirrus Aircraft Parachute System (CAPS) ausgerüstet, einem großen Fallschirm, der im Notfall entfaltet werden kann, um das gesamte Flugzeug sicher zu Boden zu bringen.
Am 1. Juni 2004 bekam die SR20 als erster Typ das Zertifikat für Importflugzeuge der Europäischen Agentur für Flugsicherheit (EASA).
Mittlerweile gibt es die SR20 (wie auch die SR22) in der sechsten Generation (SR20 G6). Bei dieser wurden mehr als 700 Änderungen vorgenommen, darunter eine ganz neue Flügelstruktur mit Carbonholm.
Die französische Luftwaffe hat 13 Maschinen für die Ausbildung ihrer Navigatoren bestellt, die von der Firma CATS betrieben werden sollen. Die Maschinen werden in Salon-de-Provence stationiert.
Das Muster wird seit Mitte 2011 bei der 557th Flight Training Squadron (557th FTS) der US Air Force Academy als Anfängerschulflugzeug unter der Bezeichnung T-53A eingesetzt. Die SR20 löste dort die geleasten Diamond Aircraft T-52A ab.
Die Lufthansa-Flugschule Lufthansa Aviation Training in Arizona modernisiert ihre Flotte und kauft 25 neue Flugzeuge vom Typ SR20.

## Technische Daten

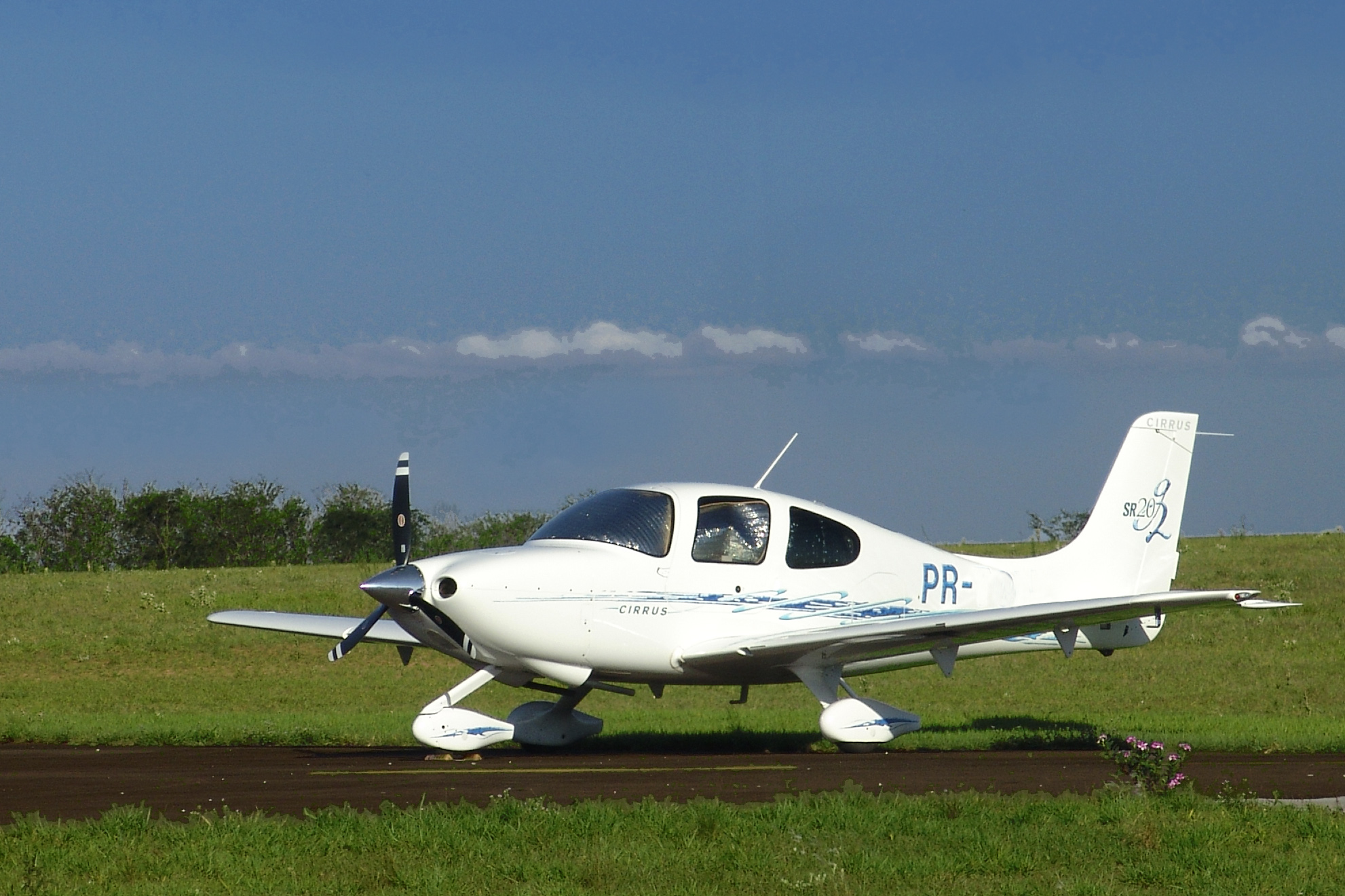
Cirrus SR20 (Aeroporto de Avaré-Arandu, 2007)

| Kenngröße                 | Daten SR20 G6                       |
| ------------------------- | ----------------------------------- |
| Besatzung                 | 1                                   |
| Passagiere                | 3                                   |
| Kabinenbreite             | 1,24 m                              |
| Kabinenhöhe               | 1,27 m                              |
| Spannweite                | 11,68 m                             |
| Länge                     | 7,92 m                              |
| Höhe                      | 2,7 m                               |
| Leermasse                 | 958 kg                              |
| max. Startmasse           | 1428 kg                             |
| max. Reisegeschwindigkeit | 155 KTAS                            |
| Dienstgipfelhöhe          | 17.500 ft (5.334 m)                 |
| Steigrate                 | 781 ft/min (3,97 m/s)               |
| Antrieb                   | 1 × Lycoming IO-390-C3B6 mit 160 kW |

## Zwischenfälle
- Am Nachmittag des 11. Oktober 2006, um 14:45 Uhr Ortszeit, prallte eine SR20 des New-York-Yankees-Spielers Cory Lidle gegen das 52-stöckige New Yorker Apartmentgebäude „Belaire“. Cory Lidle und sein Fluglehrer kamen dabei ums Leben.
- Am Abend des 19. Mai 2019 stürzte eine SR20 auf einem Flug von Wangerooge nach Hannover über der Nordsee ab. Das Wrack wurde gefunden, jedoch ist es unklar, wie viele Personen starben, allerdings ist die Maschine auf dem Hinflug bei einem Zwischenstopp in Leer-Papenburg fotografiert worden, wo man sehen kann, dass zwei Personen an Bord gewesen sind. Den letzten Kontakt zum Flugzeug gab es 6 Minuten nach dem Start, um 18:26 Uhr.[5]
- Am späten Nachmittag des 2. November 2023 stürzte im Salzburger Lungau im Gemeindegebiet von St. Andrä im Lungau auf dem Mitterberg eine SR20 mit vier Personen an Bord ab. Alle vier Personen starben bei dem Unglück. Da das Gesamtrettungssystem der Maschine nicht ausgelöst war und wegen des im Flugzeug für den Notfallschirm verbauten Sprengmittels verzögerte sich die Bergung der Toten und der Abtransport der Maschine, da Sprengstoffexperten der Exekutive aus Graz angefordert werden mussten.[6] Absturzursache war menschliches Versagen. Hinzu kamen eine Überladung des Flugzeugs, Nebel, heftige Windböen und mangelnde Flugplanung.[7]